# Isabel, Condessa de Gloucester
Isabel de Gloucester (c. 1173 - 14 de outubro de 1217) foi suo jure condessa de Gloucester, e a primeira esposa do futuro rei João de Inglaterra.

## Família
O pai de Isabel, Guilherme FitzRobert, era filho de Roberto, 1.º Conde de Gloucester e de Mabel FitzRobert. Roberto era um filho ilegítimo do rei Henrique I de Inglaterra, avô do rei Henrique II de Inglaterra.
Sua mãe, Avoisa de Beaumont, era a filha de Roberto de Beaumont, 2.º Conde de Leicester e Amícia de Montfort. Seu tio paterno era Roger de Worcester, Bispo de Worcester e sua tia paterna era Matilde de Gloucester, condessa de Chester, esposa de Ranulfo de Gernon, 4º Conde de Chester.
Quando seu pai morreu em 1189, Isabel se tornou suo jure Condessa de Gloucester.

## Casamento e anulamento

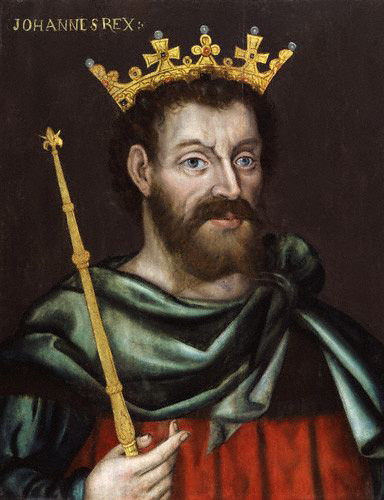
Retrato do Rei João de Inglaterra, primeiro marido de Isabel, no Castelo de Hornby.

Em 28 de setembro de 1176, o rei Henrique II arranjou o noivado de seu filho mais novo, João, com a nobre. Os jovens eram primos não integrais do segundo grau em razão de serem bisnetos de Henrique I, e por isso se enquadravam dentro dos limites proibidos de consanguinidade. Sendo assim, o rei prometeu no contrato de casamento encontrar o melhor marido possível para Isabel caso o Papa se recusasse à dar dispensa papal para a união. Henrique declarou-a única herdeira do condado de Gloucester, deserdando suas duas irmãs, Mabel e Amícia.
Os noivos se casaram em 29 de agosto de 1189 no castelo de Malborough em Wiltshire, e João assumiu o condado em direito de sua esposa. O Arcebispo da Cantuária, Balduíno de Forde, declarou o casamento nulo em razão do parentesco próximo e colocou as terras sob interdito, depois retirado pelo Papa Clemente III. O Papa lhe garantiu uma dispensa papal, mas os proibiu de ter relações carnais.
Logo depois da sucessão de João ao trono inglês em 6 de abril de 1199, e antes do final de agosto daquele ano, ele obteve um anulamento dos bispos das comunas de Lisieux, Bayeux e Avranches, na Normandia, baseando-se na questão sanguínea. Mesmo assim o rei manteve em seu poder as terras de Isabel, e ela não contestou a decisão.

## Condado de Gloucester
Após o anulamento, João investiu Amaury de Montfort, o sobrinho da ex-esposa, como Conde de Gloucester em 1199. Isso foi feito para compensar Amaury pela perda de seu título de Conde de Evreux em razão do Tratado de Le Goulet. Quando ele morreu sem filhos, Isabel tornou-se novamente Condessa em 1213. Porém, aparentemente, mesmo após a investidura de De Montfort, ela pôde manter seu título. 

## Próximos casamentos e Morte
A condessa se casou com Godofredo FitzGeoffrey de Mandeville, 2.º conde de Essex em 20 de janeiro de 1214. Um ano depois de sua morte em 1216, ela se casou pela última vez com Huberto de Burgh, 1.º conde de Kent em setembro de 1217.
Isabel morreu em 14 de outubro de 1217 provavelmente na Abadia de Keynsham, em Somerset, que fora fundada pelo seu pai e foi enterrada na Catedral de Cantuária, em Kent.

## Na cultura popular
- No livro The Devil and King John do autor Philip Lindsay, ela é chamada de Hadwisa e é apresentada como uma bruxa.
- Isabel também é chamada de Hadwisa no episódio The Pretender da série Robin de Sheerwood, sendo interpretada pela atriz Patricia Hodge.[5]
- Aparece como Avice na série The Adventures of Robin Hood, representada por Helen Cherry.
- No filme Robin Hood de 2010, é interpretada por Jessica Raine.
- Como Avisa na livro  The Falcon and the Flower de Virginia Henley.
- Como Isobel no livro de romance histórico Roselynde de Roberta Gellis.